# ویلیام بینی
ویلیام ادوارد بینی (به انگلیسی: William Binney)، افشاگر کنونی و کارمند سابق آژانس امنیت ملی ایالات متحده آمریکا و طراح سیستم نظارتی این سازمان است که پس از ۴۰ سال خدمت در این سازمان به افشاگر فعالیت‌های آن تبدیل شد و در ۳۱ اکتبر ۲۰۰۱ از سمتش استعفاء داد.

## تحصیلات
ویلیام بینی در پنسیلوانیا بزرگ شده‌است. وی در سال ۱۹۷۰ از دانشگاه ایالتی پنسیلوانیا در رشته ریاضی در مقطع کارشناسی فارغ‌التحصیل شده‌است. وی در همان سال در آژانس امنیت ملی ایالات متحده آمریکا مشغول به کار شد.
بینی به صورتی رسمی در آژانس امنیت ملی ایالات متحده آمریکا اشتغال داشته‌است. وی مدیریت فنی و مسئولیت هدایت نزدیک به ۶۰۰۰ نفر شاغل در آن سازمان را برعهده داشته‌است. آخرین وظیفه ویلیام بینی در این سازمان، برنامهٔ «Thin Thread» بوده که به جمع‌آوری اطلاعات در سطح جهانی اختصاص دارد و پیش قراول برنامه‌های امروزی شنود و مرور جریان اطلاعات محسوب می‌شود.
وی اندکی بعد از حوادث ۱۱ سپتامبر و به دنبال تشدید فعالیت‌های جاسوسی دولت آمریکا که باعث نقض حریم شخصی مردم عادی شده بود، آژانس امنیت ملی آمریکا را ترک کرد.

## اظهارات
نخستین موضع‌گیری ویلیام بینی در سپتامبر ۲۰۰۲ بود. وی همراه با کیرکه ویبه و ادوارد لومیس از وزارت دفاع آمریکا خواستند دربارهٔ هدر دادن میلیون‌ها میلیون دلار پول در پروژه تریل بلیزر تحقیق کند.
وی همچنین در ماه آوریل و مه ۲۰۱۲ هم در مصاحبه با سایت خبری ـ تحلیلی «دموکراسی ناو» برآورد کرد که آژانس امنیت ملی حدود ۲۰ تریلیون ارتباطات مردم آمریکا اعم از مکالمات تلفنی، ایمیل‌ها و سایر انواع اطلاعات مربوط به آنها را شنود کرده‌است.
ویلیام بینی در کنفرانسی که توسط مرکز روزنامه‌نگاری تحقیقی در لندن برگزار شد اظهار داشت حداقل ۸۰ درصد از کابل‌های فیبرنوری جهان از آمریکا گذر می‌کنند. این امر تصادفی نیست و به آمریکا امکان می‌دهد تا همه ارتباطات تبادل شده از این طریق را کنترل و بررسی کند. از همین طریق ۸۰ درصد کل مکالمات صوتی و نه فقط متا دیتای آنها ضبط و در آمریکا ذخیره می‌شوند.
وی در گفتگو با مجله در اشپیگل در سوم ژوئیه ۲۰۱۴ مدعی شده‌است آژانس امنیت ملی ایالات متحده آمریکا همه اطلاعات را در مورد هر چیزی داشته باشد.

## تعقیب توسط اف‌بی‌آی
پس از افشاگری‌های وی در روزنامه نیویورک تایمز در سال ۲۰۰۵، ویلیام مورد حمله اف‌بی‌آی قرار گرفت.

## دریافت جایزه
وی در سال ۲۰۱۲ به خاطر تلاش‌هایش در زمینه طراحی سیستم‌های نظارتی و جاسوسی برنده جایزه Joe A. Callaway Award for Civic Courage شد. وی همچنین جایزه Meritorious Civilian Service Award را کسب کرده‌است.